# Gjøvik (gemeente)
Gjøvik is een gemeente in de Noorse provincie Innlandet. De gemeente telde 30.319 inwoners in januari 2017.

## Plaatsen in de gemeente
- Biri
- Bybrua
- Gjøvik (plaats)

## Geboren
- Else-Marthe Sørlie Lybekk (1978), handbalster
- Gro Hammerseng (1980), handbalster
- Anna of the North (1989), singer-songwriter
- Ingvild Flugstad Østberg (1990), langlaufster
- Nora Foss Al-Jabri (1996), zangeres

Alvdal · Dovre · Eidskog · Elverum ·  Engerdal · Etnedal · Folldal · Gausdal · Gjøvik · Gran · Grue ·  Hamar · Kongsvinger · Lesja · Lillehammer · Lom ·  Løten · Nord-Aurdal · Nord-Fron · Nord-Odal · Nordre Land · Os · Østre Toten · Øyer · Øystre Slidre · Rendalen · Ringebu · Ringsaker · Sel · Skjåk · Stange · Stor-Elvdal · Søndre Land · Sør-Aurdal · Sør-Fron · Sør-Odal · Tolga · Trysil · Tynset · Vågå · Våler · Vang · Vestre Slidre · Vestre Toten · Åmot · Åsnes

Fylker van Noorwegen